# Teatro La Fenice
A Teatro La Fenice (IPA: [la feˈniːtʃe]; magyarul: főnix színház) az olaszországi Velence San Marco negyedében található operaház. Ez az egyik leghíresebb és legnevesebb színház az olasz történelemben, illetve jelentős és elismert szerepet tölt be az operavilágban. Fénykorát a 19. században élte, amikor is számos híres opera premierhelyszínének választotta a korszak négy nagy bel canto rendezője, Rossini, Bellini, Donizetti és Verdi is.
A 20. században olyan jelentős szerzők darabjait mutatták itt be, mint Igor Stravinsky, Benjamin Britten, Szergej Prokofjev, Luigi Nono, Bruno Maderna, napjainkban pedig Mauricio Kagel, Adriano Guarnieri, Luca Mosca és Claudio Ambrosini.
Az intézmény neve utal arra, hogy „hamvaiból feltámad”, ugyanis a jelenleg álló épület egy 2004-ben átadott, újraépített létesítmény. Előtte már három másik színház is állt a helyén, mindhárom tűzvészben pusztult el. Az első, a San Benedetto Színház 1774-ben égett le egy véletlen tűz következtében, ezt követően csak 1792-ben nyitották meg újra. A második tűzeset 1886-ban történt, majd az operaház egy éven belül újra megnyílt, míg a harmadik eset szándékos gyújtogatás volt, 1996-ban. Ez csak a külső falakat rongálta meg, de az eredeti állapotának megfelelően újjáépítették és 2004 novemberében újra, immáron harmadjára át is adták.

## Fordítás

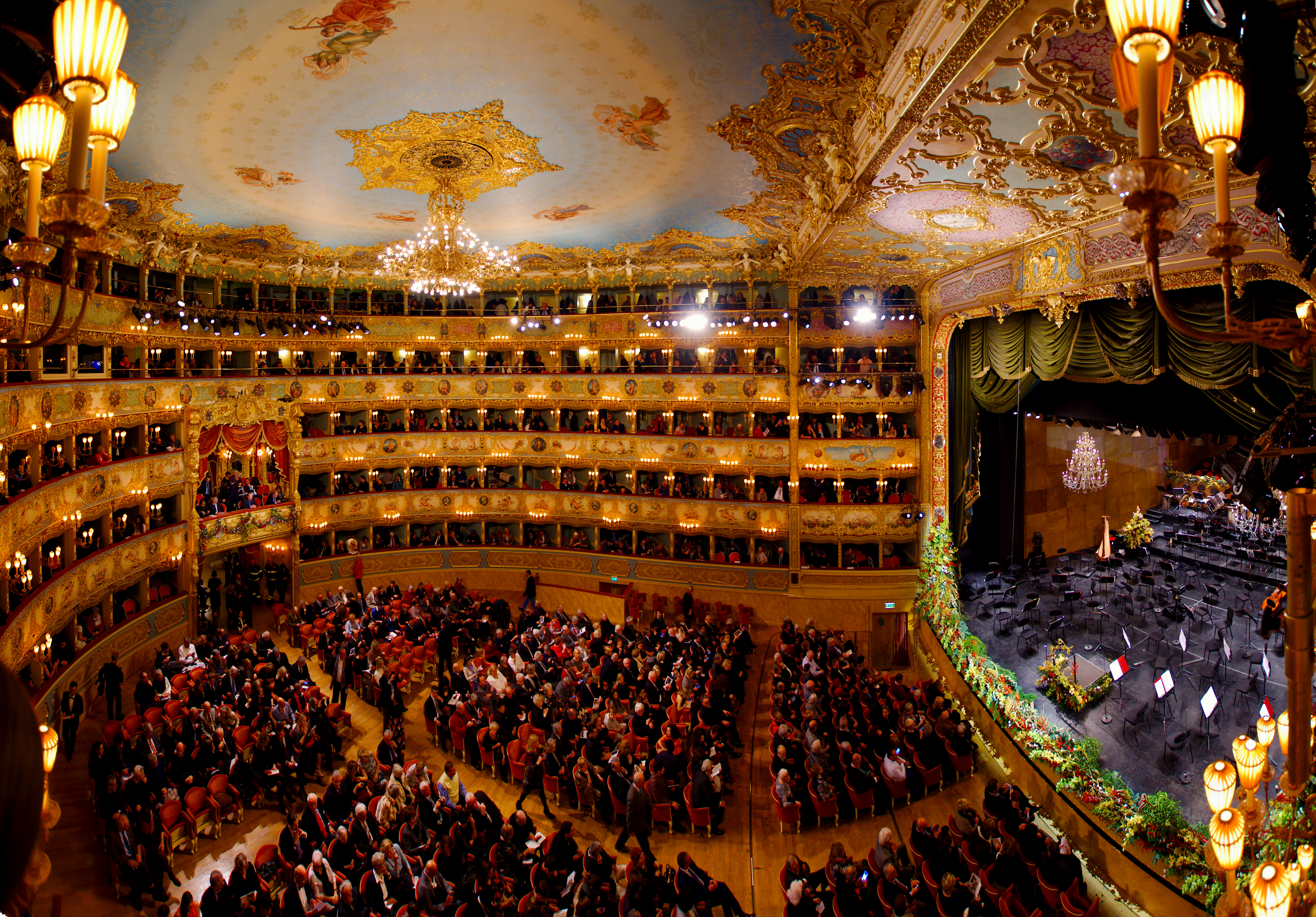
A La Fenice belülről, 2015

- Ez a szócikk részben vagy egészben  a   La Fenice című angol Wikipédia-szócikk ezen változatának fordításán alapul.  Az eredeti cikk szerkesztőit annak laptörténete sorolja fel. Ez a jelzés csupán a megfogalmazás eredetét és a szerzői jogokat jelzi, nem szolgál a cikkben szereplő információk forrásmegjelöléseként.